# دینار اردن
دینار اردن (به عربی: دینار أردنی) با کد ایزو ۴۲۱۷ JOD یکای پول کشور اردن است. هر دینار به ۱۰ درهم، ۱۰۰ قرش (پیاستر) و ۱۰۰۰ فلس تقسیم می‌شود. اردن تا پیش از سال ۱۹۴۹ از پوند فلسطین بهره می‌برد.
در سال ۱۹۶۷ هنگامی که اسرائیل کنترل کرانهٔ باختری رود اردن را در دست داشت، دینار اردن در کنار شکل اسرائیل مورد استفاده بود. در زمان تورم شدید در اسرائیل در دهه‌های ۱۹۷۰ و ۱۹۸۰، دینار اردن در منطقهٔ کرانه باختری تثبیت شد.
دینار اردن، جزء ده پول قدرتمند دنیا در سال ۲۰۲۳ معرفی شده‌است.

## سکه‌ها
| بها       | قطر            | جرم   | جنس                                   | لبه      | رو | پشت | تاریخ نخستین انتشار |  |
| --------- | -------------- | ----- | ------------------------------------- | -------- | -- | --- | ------------------- |  |
| ۱ قرش     | ۲۵ mm          | ۵٫۵ g | فولاد با روکش مس                      | هموار    |    |     | ۲۰۰۰                |  |
| ۵ قرش     | ۲۶ mm          | ۵ g   | فولاد با روکش نیکل                    | کنگره‌دار |    |     | ۲۰۰۰ \|             |  |
| ۱۰ قرش    | ۲۸ mm          | ۸ g   | فولاد با روکش نیکل                    | کنگره‌دار |    |     | ۲۰۰۰ \|             |  |
| ۱⁄۴ دینار | ۲۶٫۵ mm هفت‌گوش | ۷٫۴ g | برنج                                  | هموار    |    |     |                     |  |
| ۱⁄۲ دینار | 29 mm هفت‌گوش   | ۹٫۶ g | حلقه: فولاد آلومینیوم مرکز: کوپرونیکل | هموار    |    |     | ۲۰۰۰                |  |

## اسکناس‌ها

### چاپ هیئت ارزی اردن

#### نخستین چاپ (۱۹۴۹–۱۹۵۲)[۴]
| رو | پشت | بها      | ابعاد        | رنگ          | رو                    | پشت         |
| -- | --- | -------- | ------------ | ------------ | --------------------- | ----------- |
|    |     | ۵۰۰ فلس  | ۱۲۸ x ۷۶ mm  | ارغوانی تیره | طرح آبیاری خشک‌رود عرب | چوپان و گله |
|    |     | ۱ دینار  | ۱۶۰ x ۸۶ mm  | سبز          | عبدالله یکم           | جرش         |
|    |     | ۵ دینار  | ۱۶۹ x ۸۸ mm  | قرمز         | عبدالله یکم           | پترا        |
|    |     | ۱۰ دینار | ۱۸۵ x ۹۷ mm  | آبی          | عبدالله یکم           | پترا        |
|    |     | ۵۰ دینار | ۱۹۰ x ۱۰۰ mm | قهوه‌ای       | عبدالله یکم           | عقبه        |

#### چاپ دوم (۱۹۵۲–۱۹۶۵)[۱۰]
| رو | پشت | بها      | ابعاد       | رنگ          | رو                    | پشت         |
| -- | --- | -------- | ----------- | ------------ | --------------------- | ----------- |
|    |     | ۵۰۰ فلس  | ۱۲۸ x ۷۶ mm | ارغوانی تیره | طرح آبیاری خشک‌رود عرب | چوپان و گله |
|    |     | ۱ دینار  | ۱۶۰ x ۸۶ mm | سبز          | ملک حسین              | جرش         |
|    |     | ۵ دینار  | ۱۶۹ x ۸۸ mm | قرمز         | ملک حسین              | پترا        |
|    |     | ۱۰ دینار | ۱۸۵ x ۹۷ mm | آبی          | ملک حسین              | پترا        |

### چاپ بانک مرکزی اردن

#### نخستین چاپ (۱۹۶۵–۱۹۷۵)[۱۵]
| رو | پشت | بها       | ابعاد       | رنگ         | رو       | پشت       | تاریخ چاپ  |
| -- | --- | --------- | ----------- | ----------- | -------- | --------- | ---------- |
|    |     | ۱⁄۲ دینار | ۱۴۰ x ۷۰ mm | نارنجی تیره | ملک حسین | جرش       | ۴ اوت ۱۹۶۵ |
|    |     | ۱ دینار   | ۱۵۰ x ۷۵ mm | سبز         | ملک حسین | قبةالصخره | ۴ اوت ۱۹۶۵ |
|    |     | ۵ دینار   | ۱۶۴ x ۸۲ mm | قرمز        | ملک حسین | پترا      | ۴ اوت ۱۹۶۵ |
|    |     | ۱۰ دینار  | ۱۷۵ x ۸۸ mm | آبی         | ملک حسین | المغطس    | ۴ اوت ۱۹۶۵ |

#### چاپ دوم (۱۹۷۵–۱۹۹۲)[۱۹]
| نگاره | بها       | ابعاد         | رنگ          | رو       | پشت                                                                          | تاریخ چاپ                              |
| ----- | --------- | ------------- | ------------ | -------- | ---------------------------------------------------------------------------- | -------------------------------------- |
|       | ۱⁄۲ دینار | ۱۳۶ × ۶۷.۵ mm | قهوه‌ای       | ملک حسین | جرش                                                                          | ۱۶ نوامبر ۱۹۷۵                         |
|       | ۱ دینار   | ۱۴۴ × ۷۱.۵ mm | سبز          | ملک حسین | قبةالصخره                                                                    | ۱۶ نوامبر ۱۹۷۵                         |
|       | ۵ دینار   | ۱۵۲ × ۷۶ mm   | قرمز         | ملک حسین | پترا                                                                         | ۱۶ نوامبر ۱۹۷۵                         |
|       | ۱۰ دینار  | ۱۶۰ × ۸۰ mm   | ارغوانی تیره | ملک حسین | کانون فرهنگی در آمفی‌تئاتر رومی ورزش جوانان الحسین (امان) سه ستون رومی در جرش | ۱۶ نوامبر ۱۹۷۵                         |
|       | ۲۰ دینار  | ۱۶۸ × ۸۴ mm   | آبی و زیتونی | ملک حسین | نیروگاه حرارتی الحسین در زرقا خوشه زیتون                                     | ۳ ژوئن ۱۹۷۸ (زیتونی) ۲۵ اوت ۱۹۹۰ (آبی) |

#### چاپ سوم (۱۹۹۲–۲۰۰۲)[۲۷]
| نگاره | بها       | ابعاد       | رنگ              | رو       | پشت       | تاریخ چاپ    |
| ----- | --------- | ----------- | ---------------- | -------- | --------- | ------------ |
|       | ۱⁄۲ دینار | ۱۳۱ × ۶۲ mm | قهوه‌ای           | ملک حسین | کاخ عمره  | ۱ اوت ۱۹۹۲   |
|       | ۱ دینار   | ۱۳۷ × ۶۶ mm | سبز              | ملک حسین | جرش       | ۱ اوت ۱۹۹۲   |
|       | ۵ دینار   | ۱۴۳ × ۷۰ mm | قرمز             | ملک حسین | پترا      | ۱ اکتبر ۱۹۹۲ |
|       | ۱۰ دینار  | ۱۴۹ × ۷۴ mm | آبی              | ملک حسین | دژ عجلون  | ۱ اکتبر ۱۹۹۲ |
|       | ۲۰ دینار  | ۱۵۵ × ۷۸ mm | زیتونی و خاکستری | ملک حسین | قبةالصخره | ۱ اوت ۱۹۹۲   |

#### چاپ پنجم (۲۰۲۲–تاکنون)[۳۳]
| رو | پشت | بها      | ابعاد       | رنگ     | رو                           | پشت                                                | تاریخ انتشار   |
| -- | --- | -------- | ----------- | ------- | ---------------------------- | -------------------------------------------------- | -------------- |
|    |     | ۱ دینار  | ۱۳۳ × ۷۴ mm | سبز     | - شریف حسین                  | - کوه‌های وادی رم - سهره گلی سینایی، پرنده ملی اردن | ۲۶ دسامبر ۲۰۲۲ |
|    |     | ۵ دینار  | ۱۳۷ × ۷۴ mm | نارنجی  | - عبدالله یکم - پترا         | پترا                                               | ۱۶ اوت ۲۰۲۳    |
|    |     | ۱۰ دینار | ۱۴۱ × ۷۴ mm | آبی     | - طلال بن عبدالله - کاخ عمره | آمفی‌تئاتر رومی در امان                             | ۲۶ ژوئیه ۲۰۲۳  |
|    |     | ۲۰ دینار | ۱۴۵ × ۷۴ mm | سبزآبی  | - ملک حسین - مسجد ملک حسین   | وادی موجب                                          | ۲۱ مارس ۲۰۲۳   |
|    |     | ۵۰ دینار | ۱۴۹ × ۷۴ mm | ارغوانی | - عبدالله دوم - بیت‌المقدس    | وادی رم                                            | ۵ ژانویه ۲۰۲۳  |

## کشورهای دیگر که دینار یکای پول آن‌ها است
| نام کشور      | یکای پول "دینار"                    |
| ------------- | ----------------------------------- |
| اردن          | دینار اردن                          |
| الجزایر       | دینار الجزایر                       |
| بحرین         | دینار بحرین                         |
| تونس          | دینار تونس                          |
| سودان         | دینار سودان                         |
| صربستان       | دینار صربستان                       |
| عراق          | دینار عراق                          |
| کویت          | دینار کویت                          |
| لیبی          | دینار لیبی                          |
| مقدونیه شمالی | دینار مقدونیه                       |
|               |                                     |
| ایران         | ریال ایران - به صد دینار بخش می‌گردد |